# 夫妻節
夫妻節或夫婦節是已婚夫妻慶祝和感謝婚姻的節日，不同文化、宗教有不同的夫妻節。

## 韓國夫婦之日
韓國的夫婦之日（韓語：부부의 날）定於每年5月21日，於1995年訂立。5月是韓國的家庭月，其中的21號又另外創為夫婦之日，取「二合為一」的意思。

## 日本好夫婦日
日本的好夫婦日（日语：いい夫婦の日），定於每年11月22日，取自「1122」的日文發音「與日語「好夫婦」（いいふふ）相同。

## 美國

### 國家婚姻伴侶節
國家婚姻伴侶節（英語：National Couple’s Day）是美國為婚姻伴侶而設立的節日，定於每年8月18日。不但包括異性戀夫妻，還包括同性婚姻的夫夫和妻妻。

### 國家配偶節
國家配偶節（英語：National Spouses Day）定於每年1月26日，在2000年代興起。

## 其他
夫妻節是香港大衛城文化中心總監吳振智牧師於2002年倡議創立，定於每年11月11日。取意其四個一，表徵「一夫一妻‧一生一世」，肯定美滿婚姻乃人生重大成就。但僅為部份基督教教會慶祝。

## 被視為夫妻節的傳統節日
一些傳統節日本來並非專為已婚夫妻而設，但其習俗有歌頌夫妻忠貞不渝的意義，也被視為夫妻節。

### 華人七夕
華人七夕傳說歌頌牛郎織女夫妻間的忠貞愛情，傳統上已婚夫妻會在這天祈求婚姻和諧美滿。

### 印度女人節
印度女人節是北印度傳統節日，傳統習俗上妻子要為丈夫禁食一整天，在日出之後到月亮升起之前都不能進食與喝水，以祈求丈夫長命百歲。丈夫則會送妻子禮物。